# Элия (супруга Тейрана)
Элия — супруга боспорского царя III века Тейрана.
О жене боспорского царя III века Тейрана Элии известно из надписи на обелиске, поставленном в 270-х годах коллегией аристопилитов со следующим начальным содержанием: «В добрый час. В царствование царя Тиберия Юлия Тейрана, друга цезаря и друга римлян, благочестивого, поставили этот памятник богам небесным, Зевсу Спасителю и Гере Спасительнице, за победу и долголетие царя Тейрана и царицы Элии…».
По предположению М. М. Чорефа, обратившего внимание, что обычно боспорские царицы находились в тени своих мужей, Элия могла происходить из знатного роксоланского рода, получившего римское гражданство от императора Адриана. Видимо, в союзе с этими номадами Тейран смог одержать свою победу над прямо неназванными в надписи меотийскими варварами.